# Tilton (Illinois)
Tilton es una villa ubicada en el condado de Vermilion en el estado estadounidense de Illinois. En el Censo de 2010 tenía una población de 2724 habitantes y una densidad poblacional de 324,51 personas por km².

## Geografía
Tilton se encuentra ubicada en las coordenadas 40°5′41″N 87°38′21″O / 40.09472, -87.63917. Según la Oficina del Censo de los Estados Unidos, Tilton tiene una superficie total de 8.39 km², de la cual 8.31 km² corresponden a tierra firme y (1.02%) 0.09 km² es agua.

## Demografía
Según el censo de 2010, había 2724 personas residiendo en Tilton. La densidad de población era de 324,51 hab./km². De los 2724 habitantes, Tilton estaba compuesto por el 98.02% blancos, el 0.22% eran afroamericanos, el 0.11% eran amerindios, el 0.07% eran asiáticos, el 0% eran isleños del Pacífico, el 0.11% eran de otras razas y el 1.47% pertenecían a dos o más razas. Del total de la población el 2.06% eran hispanos o latinos de cualquier raza.
Había 1322 hogares, de los cuales el 23.8% tenía niños menores de 18 años, un 47.4% se trataban de parejas casadas que vivían juntas, el 11.3% eran madres solteras y un 37.7% no se trataban de familias, un 32.7% se trataban de individuos y el 14.2% eran personas de 65 o más años que vivían solas. El tamaño promedio de los hogares era de 2,25 personas y el de las familias de 2,83.
En el pueblo, la población se conforma de un 22.0% de menores de 18 años, un 8.1% de 18 a 24 años, un 25.0% de 25 a 44 años, un 26.9% de 45 a 64 años y un 18.0% de 65 años o más. La media de edad fue de 41 años. Por cada 100 mujeres, había 88.2 hombres. Por cada 100 mujeres de 18 años o más, había 86.8 hombres.